# Andriamanantena Razafiharison
Dans le nom malgache Razafiharison Andriamanantena, le nom de famille précède le prénom, mais cet article utilise l’ordre habituel en français Andriamanantena Razafiharison, où le prénom précède le nom.
Andriamanantena Razafiharison est un universitaire et homme politique malgache. Il est depuis le 4 janvier 2024 ministre de l'Enseignement supérieur et de la Recherche scientifique.

## Biographie

### Naissance et parcours
Andriamanantena Razafiharison est connu dans le milieu universitaire à Madagascar. L'anthtopologue de formation est en effet plusieurs fois président de l’université de Toliara,,,,,,,.

## Nomination
Par décret n°2024-007 du 4 janvier 2024 relatif à la nomination du Premier ministre, chef du gouvernement et sur proposition de ce dernier, Andriamanantena Razafiharison est nommé ministre de l’Enseignement supérieur et de la Recherche scientifique,.